# Джалхандза-хутухта
Джалхандза-хутухта (тиб. རྒྱལ་ཁང་རྩེ།, Вайли: rgyal khang rtse; монг. Жалханз хутагт; устар. Цзала́ханцзэ хутухту́) — одна из важнейших линий хубилганов в Монголии.

## История
Считается, что до того, как начать перерождаться во Внешней Монголии, хутухта претерпел 14 перерождений в Индии и Тибете, начиная со времён Будды Шакьямуни и заканчивая XVII веком. Тулку, положившим начало традиции опознания своих перерождений, был 25-й настоятель (Ганден Трипа) лхасского монастыря Ганден, Гьялханцзе Палджор Гьяцо (монг. Жалханз Балжиржамц), принадлежавший к школе гелуг и прославившийся своей учёностью.
С 1767 года хубилганы Джалхандза-хутухты, согласно императорскому указу, в течение трёх лет попеременно с Наро-Панчен-хутухтой и Ялгуусан-хутухтой проживали в императорском храме Шара-Сумэ.
Всего во Внешней Монголии было опознано восемь перерождений Джалхандза-хутухты. Это был один из наиболее почитаемых и состоятельных хубилганов в стране; Джалхандза-хутухта VIII Дамдинбазар дважды занимал пост первого министра страны. После его смерти новое перерождение не распознавалось вплоть до 2004 года, когда, при содействии Богдо-гэгэна IX и Далай-ламы XIV его нашли в 14-летнем мальчике, уроженце аймака Завхан.

## Линия перерождений
- Джалхандза-хутухта I Лувсанданзанжамц (1634—1654)
- Джалхандза-хутухта II Лувсанданзанбалсан (1656—1740)
- Джалхандза-хутухта III Ишгэлэг (1740—1746)
- Джалхандза-хутухта IV Галсандамба-Яринпил (1746—1794)
- Джалхандза-хутухта V Лувсанбалжирхүндэв (1797—1847)
- Джалхандза-хутухта VI Чойнпилжанцан (1848—1854)
- Джалхандза-хутухта VII Чойжижалцан (1857—1872)
- Джалхандза-хутухта VIII Дамдинбазар (1874—1923)
- Джалхандза-хутухта IX Данзанчойживанчуг (род. 1990)[3]